# كارين الكسندر (مغنية)
كارين الكسندر (بالإنجليزية: Karen Alexander)‏ هي ملحنة ومغنية مؤلفة ومغنية أمريكية، ولدت في 1946 في لوس أنجلوس في الولايات المتحدة.